# Jean Perréal

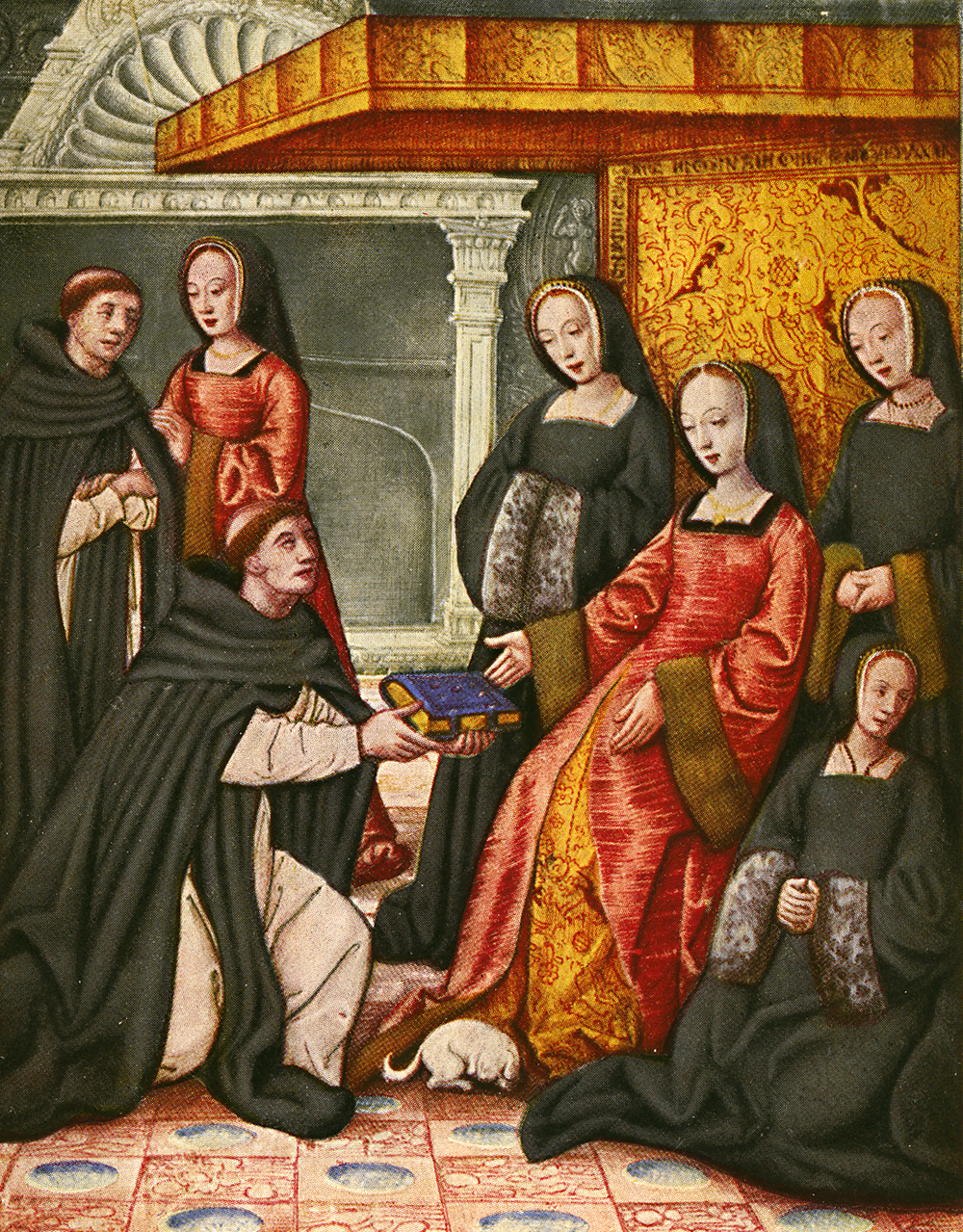
Ana de Bretaña recibiendo el manuscrito de "Vidas de Mujeres Célebres" de manos de Antoine Dufour, miniatura atribuida a Jean Perréal, hacia 1508. En otras fuentes se atribuye a Jean Pichore.

Jean Perréal (c. 1450 - c. 1530), llamado también Peréal, Jehan Perréal, fue un pintor francés, especializado en el retrato de corte. También ejerció como arquitecto y escultor. Trabajó principalmente en la corte de los reyes de Francia, pero también en la corte inglesa y en Italia. Se le ha identificado con un Johannes Parisienus o Jean De Paris (Juan de París), iluminador de manuscritos (miniatura) documentado en Bourges antes de 1480. 
Sus principales mecenas fueron Carlos II de Borbón y los reyes de Francia Carlos VIII, Luis XII y Francisco I. En 1483 se le sitúa en Lyon como pintor decorador. Más tarde se le contrata en la maison de Bourbon, en Moulins. Dirigió los adornos que se hicieron en la ciudad de Lyon con ocasión de la entrada de Carlos VIII en 1491, y un año más tarde desempeñó las mismas tareas para la entrada de Ana de Bretaña. Sus obras más destacadas son un retrato de Carlos VIII conservado en el Musée Condé y la iluminación del manuscrito de Pierre Sala, poeta que, como el propio pintor, era «valet de chambre» o ayuda de cámara de los reyes de Francia. 
En 1499 asistió, en Milán al triunfo de Luis XIII. Realizó trabajos para la iglesia de Brou, fundada por Margarita de Austria. Ninguna de las pinturas que se le atribuyen tiene una identificación completamente segura.
Recibió todo tipo de encargos para diseñar tumbas, medallas, escenografía teatral y ceremonial, etc. Una de las ocasiones más importantes fue la boda de Luis XII con su segunda mujer, María Tudor, duquesa de Suffolk. Para esta boda, Perréal fue enviado a Londres en 1514, donde también retrató a la novia. Realizó un retrato singular de Luis XII sobre cristal coloreado (Luis XII de Francia en oración, conservado en el Walters Art Museum). Diseñó la tumba de Francisco II de Bretaña que fue ejecutada por el escultor Michel Colombe en la catedral de Nantes.
Su estilo se ha descrito como una combinación de la elegante tradición francesa (el gótico internacional) con el realismo de la pintura flamenca.
Se advierte la influencia de Perréal en otros pintores de corte contemporáneos, como Michel Sittow.

### Enlaces a imágenes de sus obras
- 1498 - Retrato de Carlos VIII, óleo, (Musée Condé, Chantilly)
- 1520 - Retrato de María Tudor, óleo sobre panel, (National Portrait Gallery, Londres)
- Alquimista hablando con la naturaleza, miniatura, (Musée Marmottan Monet, París)

- Datos: Q1381434
- Multimedia: Jehan Perréal / Q1381434